# 비에른 구스타프손
비에른 구스타프손(Björn Gustafsson, 1986년 2월 19일 ~ )은 스웨덴의 배우, 스탠드업 코미디언이다.

## 출연 작품

### 영화
- 스파이 (2015)
- 쿵 퓨리 (2015)
- 비커밍 아스트리드 (2018)

### 텔레비전
- 멜로디페스티발렌 (2008)
- 유로비전 송 콘테스트 2008 (2008)
- 멜로디페스티발렌 (2024)